# Drukfout

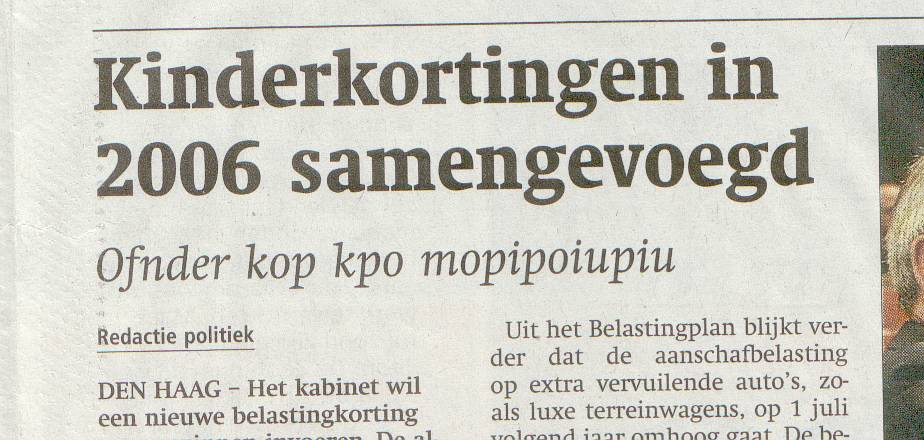
Voorbeeld van een zetfout op de voorpagina van het Reformatorisch Dagblad. De ondertitel "Ofnder kop kpo mopipoiupiu" is onbedoeld afgedrukt.

Een drukfout is een druktechnische fout die tijdens het drukken van tekst of illustraties ontstaat. Zo kan inkt van het ene vel op een volgend vel vlekken. Ook kunnen inkt- of olievlekken ontstaan door storingen van de apparatuur.
De term wordt ook gebruikt voor andere soorten fouten, bijvoorbeeld voor redactionele fouten of zetfouten.
Fouten van de schrijver of diens redacteur worden redactionele fouten genoemd. Het kan gaan om verkeerd gespelde woorden, vervoegings- en andere taalfouten.

## Zetfout
Een zetfout is een fout die wordt gemaakt bij het zetten van tekst. Bij de vroegere boekdrukkunst werden boeken en kranten gemaakt met een drukpers door middel van hoogdruk. De zetter kreeg de tekst aangeleverd en ging de losse loden letters stuk voor stuk bij elkaar plaatsen. Dit heet het zetten. Het gebruik van een verkeerde letter of het op de kop zetten van een letter is een zetfout. Gekscherend werden dergelijke fouten geweten aan het werk van de zetduivel.
Tegenwoordig gaat het zetten niet meer met de hand, en zijn het voornamelijk typefouten wanneer er iets verkeerd op papier komt te staan. Ook kan een foto verkeerd geplaatst worden.
Om zetfouten te voorkomen kan eerst een proefdruk gemaakt worden. Deze wordt gecorrigeerd voordat de oplage definitief gedrukt wordt.